# Siegauen-Vergewaltigung
Die Siegauen-Vergewaltigung ist ein Kriminalfall, der sich 2017 in der Bonner Siegaue ereignete.

## Tathergang
In der Nacht zum 2. April 2017 schnitt der Täter das Zelt eines jungen Camperpaares aus Süddeutschland auf. Er bedrohte die beiden mit einer Astsäge und forderte zunächst die Herausgabe von Wertsachen. Anschließend zwang er die Frau, mit ihm das Zelt zu verlassen. Während die 23-Jährige auf einer Decke vor dem Zelt vergewaltigt wurde, informierte ihr 26-jähriger Freund im Zelt die Polizei.

## Fahndung
Die Polizei fahndete mehrere Tage nach dem Täter, unter anderem mit einem Phantombild und Fotos von ihm zugeordneten Gegenständen. Der Mann wurde eine Woche später am Rheinufer in Bonn-Beuel erkannt und verhaftet.

## Täter
Bei dem Täter handelte es sich um einen 31-jährigen abgelehnten Asylbewerber aus Ghana, der laut Medienberichten in der Vergangenheit ein Verbrechen begangen hatte. In seiner Heimat soll er vor einigen Jahren in einem Erbstreit seinen Schwager erschlagen haben. Die Furcht vor der Rache seiner Familie soll der Grund dafür gewesen sein, dass der Mann aus seiner Heimat floh.
Anfang 2017 reiste der Täter zunächst nach Italien ein, wo die Behörden ihm jedoch den weiteren Aufenthalt untersagten. Daraufhin reiste er illegal nach Deutschland ein, wo er am 9. Februar 2017 in Kassel festgenommen und dann in der Zentralen Unterbringungseinrichtung des Landes NRW in Sankt Augustin einquartiert wurde. Da Ghana als sicherer Herkunftsstaat gilt, lehnte das Bundesamt für Migration und Flüchtlinge seinen Asylantrag am 23. März 2017 ab. Bis zu seiner Festnahme am 9. April lebte er in einer Flüchtlingsunterkunft in Sankt Augustin.
In Untersuchungshaft fiel der Täter wiederholt durch Gewaltexzesse auf. So setzte er unter anderem seine Gefängniszelle in der Justizvollzugsanstalt in Köln-Ossendorf in Brand. Als zwei Bedienstete dieser Anstalt das Feuer löschen wollten, griff er die beiden Wachmänner an, wobei einer von ihnen am Kopf verletzt wurde. Bereits bei dem Transport zur Anstalt hatte der Täter beim Aussteigen aus dem Auto einen Bediensteten attackiert.
Laut forensischer Untersuchung liegt eine erhebliche Persönlichkeitsstörung, insbesondere Narzissmus vor. Da die Staatsanwaltschaft von der Schuldfähigkeit des Täters ausging, musste sich der Täter ab Ende September 2017 vor dem Bonner Landgericht wegen Vergewaltigung und räuberischer Erpressung verantworten. Ein ihn überführendes DNA-Gutachten bezog sich unter anderem auf Sperma-Spuren im Intimbereich der Geschädigten, veranlasste den Täter jedoch nicht dazu, von seiner Strategie der Unschuldsbeteuerung abzurücken. Da Scham und Reue nicht zu erkennen seien, sieht die forensische Untersuchung ein hohes Rückfallrisiko.

## Kritik an der Polizei
Nachdem Gesprächsinhalte des vom Freund der vergewaltigten Frau abgesetzten Notrufes öffentlich worden waren, übten Medien ab Ende Mai massive Kritik am Verhalten der Polizei. Der Freund hatte demnach am Telefon geäußert: „Hallo, meine Freundin wird gerade vergewaltigt. Von einem Schwarzen. Er hat eine Machete.“ Die Beamtin am anderen Ende der Leitung hatte entgegnet: „Sie wollen mich nicht verarschen, oder?“ Nachdem die Alarmierung eines Streifenwagens zugesichert worden war, hatte die Beamtin mit den Worten „Danke, tschö“ aufgelegt, statt ihn in der Leitung zu halten. Nachdem zunächst keine Hilfe eingetroffen war, wählte der Freund erneut die Notrufnummer, woraufhin ein Leitstellen-Beamter auf die Kollegen einer anderen Dienststelle verwiesen habe.
Anfang Juni 2017 wurde bekannt, dass die beiden Bediensteten in Folge dieser Vorgänge ihre bisherigen Dienststellen verlassen mussten. Die Bonner Polizei hatte zuvor eingeräumt, dass die „aufnehmende Beamtin die Umstände des ersten Anrufs nicht richtig eingeordnet und sprachlich unangemessen reagiert“ habe.

## Gerichtsprozess und Haft
Unter überregionalem Medieninteresse begann im September 2017 der Prozess gegen den Täter vor dem Landgericht Bonn. Der Angeklagte äußerte sich entgegen den Ratschlägen seines Anwaltes persönlich zur Tat und bestritt sie.
Ein psychiatrisches Gutachten stellte beim Angeklagten narzisstische Persönlichkeitszüge fest, die aber nicht krankhaft seien. Er sei damit voll schuldfähig. Das Gericht verurteilte ihn im Oktober 2017 zu elfeinhalb Jahren Haft und blieb damit unter dem Antrag der Staatsanwaltschaft, die 13 Jahre gefordert hatte. Die Verteidigung legte gegen das Urteil Revision ein.
Im Februar 2018 wurde der Täter bei einem Brand in seiner Zelle, den er mutmaßlich selbst gelegt hatte, schwer verletzt.
Aufgrund der Revision des Angeklagten bestätigte der Bundesgerichtshof (BGH) am 11. April 2018 zwar den Schuldspruch des Landgerichts Bonn, hob aber die damit verbundene Freiheitsstrafe auf. Das Landgericht habe die uneingeschränkte Schuldfähigkeit des Täters nicht rechtsfehlerfrei festgestellt. Eine andere Strafkammer des Landgerichts Bonn musste erneut eine mögliche verminderte Schuldfähigkeit prüfen und das Strafmaß festlegen. Das neue Urteil der Strafkammer vom 4. Oktober 2018 setzte eine Freiheitsstrafe von zehn Jahren fest. Die Begründung des Gerichts für die Strafe lautete, dass Eric X. zuvor nie straffällig in Erscheinung getreten sei. Der Verteidiger des Angeklagten prüfe, das Urteil anzufechten, wobei es ihm „wasserdicht“ erscheine.